# Сикамор (Илиноис)
Сикамор (енгл. Sycamore) град је у америчкој савезној држави Илиноис. По попису становништва из 2010. у њему је живело 17.519 становника.

## Демографија
Према попису становништва из 2010. у граду је живело 17.519 становника, што је 5.499 (45,7%) становника више него 2000. године.
| Група             | 2000.          | 2010.          |
| Белци             | 10.937 (91,0%) | 15.267 (87,1%) |
| Афроамериканци    | 329 (2,7%)     | 509 (2,9%)     |
| Азијати           | 100 (0,8%)     | 260 (1,5%)     |
| Хиспаноамериканци | 513 (4,3%)     | 1.229 (7,0%)   |
| Укупно            | 12.020         | 17.519         |